# Luigi Cibrario
Giovanni Antonio Luigi Cibrario, född 1802, död 1870, var en italiensk greve, hävdatecknare och statsman. 
Cibrario inträdde 1824 i sardinsk statstjänst, användes av Karl Albert i flera viktiga administrativa och diplomatiska värv samt åtnjöt denne kungs synnerliga förtroende, varför han 1849, då konungen efter nederlaget vid Novara nedlagt kronan och gått i frivillig landsflykt till Portugal, sändes till Oporto för att förmå sin kunglige vän att komma tillbaka. Cibrario lyckades inte få kungen att ändra sig; i Ricordi di una missione in Portogallo al re Carlo Alberto (1850, 3:e upplagan 1861) har han skildrat sin färd. 
Under åren 1850-56 var Cibrario efter vartannat generaltulldirektör, varvid han omorganiserade gränsbevakningen och slöt ett på frihandelns grundsatser byggt handelsfördrag med Frankrike, finansminister (maj-november 1852) i kabinettet d'Azeglio, undervisningsminister i Cavours kabinett (november 1852-maj 1855) och därpå utrikesminister till maj 1856, då han avgick på grund av missnöje med Sardiniens deltagande i Krimkriget och efterträddes av Cavour. Cibrario var sedan medlem av senaten, men ägnade sig mest åt litterära sysselsättningar. 
Viktigast av Cibrarios historiska arbeten är Dell'economia politica del medio evo (1839, 5:e upplagan i 2 band 1861), Storia della monarchia di Savoia (3 band, 1840-44), Epigrafi latine ed italiane (1867) och Origine e progressi delle instituzione della monarchia di Savoia (2:a upplagan i 2 band 1868), alla utmärkta av grundlig lärdom, men till formen något vårdslösade. Cibrario utgav även, tillsammans med Carlo Promis, Sigilli dei principi di Savoia (1834). Hans smärre skrifter utkom i flera samlingar (1835, 1841, 1856, 1860 och 1868).